# Georg Sperber (Förster)
Georg-Sebastian Sperber (* 8. Februar 1933 in Nürnberg) ist ein deutscher Förster und Forstwissenschaftler. Er war maßgeblich am Aufbau des Nationalparks Bayerischer Wald beteiligt und wurde durch seine Beiträge zu den Debatten um den Wald-Wild-Konflikt, das Waldsterben und die globale Erwärmung bekannt.

## Leben
Georg Sperber wurde 1933 in Nürnberg geboren. Nachdem er 1952 in Fürth sein Abitur abgelegt hatte, nahm er in München das Studium der Forstwissenschaften auf, das er 1959 mit der Diplomprüfung abschloss. Bereits während dieser Studienjahre führten ihn forstliche Auslandsaufenthalte nach Bosnien, Spanien und Schweden. Nach dem Diplom absolvierte Sperber das dreijährige Referendariat in der Bayerischen Staatsforstverwaltung und legte 1962 das Staatsexamen für den höheren Forstdienst ab. Er promovierte noch 1962 mit dem Thema Die Strobe im bayerischen Nordspessart an der Forstwissenschaftlichen Fakultät der Universität München. In der Bayerischen Staatsforstverwaltung zunächst an mittelfränkischen Forstämtern tätig, kam Sperber 1964 als Lehrer an die Landesforstschule Lohr.
Georg Sperber lebt mit seiner Frau in Ebrach.

## Leistungen
1967 kehrte Sperber als Forstmeister ohne Revier nach Mittelfranken zurück und wurde mit der Vorbereitung der Tagung des Deutschen Forstvereins 1968 in Nürnberg beauftragt. Seine Festschrift Die Reichswälder bei Nürnberg war eine bedeutsame, anerkannte Studie und brachte ihm 1968 den Lorenz-Wappes-Preis. 1969 wurde er zum stellvertretenden Leiter des neu geschaffenen Nationalparkamtes Bayerischer Wald ernannt und war so mit dem Leiter Hans Bibelriether am Aufbau des ersten deutschen Nationalparks beteiligt. Sperber arbeitete intensiv mit Horst Stern zusammen und war an dessen zu Heiligabend 1971 gesendetem Film Bemerkungen über den Rothirsch beteiligt, in dem er auch selbst auftritt.
Ab 1972 leitete Sperber – zuletzt als Forstdirektor – bis zu seiner Pensionierung 1998 das Forstamt Ebrach. In der Arbeitsgemeinschaft Naturgemäße Waldwirtschaft engagiert, setzte Sperber deren Konzepte in seinem Amtsbereich in die Praxis um. Unter seiner Leitung wurde der Rückgang der Buche gestoppt, der Wald erschlossen, und es wurden Pflegerückstände abgebaut. Sperbers oft kämpferischer Einsatz für eine Verringerung der Rehwild-Population brachten ihm nicht nur die angestrebte Naturverjüngung im Wald, sondern auch viel Kritik aus der Jägerschaft ein. Sperbers Engagement wurde in dem ihm gewidmeten Buch Jagdwende – Vom Edelhobby zum ökologischen Handwerk (2000) von den Autoren Wilhelm Bode und Elisabeth Emmert ausführlich gewürdigt.
Sperber wollte zeigen, dass sich Naturschutz und nachhaltig genutzter Wirtschaftswald nicht ausschließen. So ließ er während seiner Amtszeit im Staatsforst Ebrach rund 400 Waldtümpel anlegen, die unter anderem für den seltenen Fadenmolch geeignete Laichgewässer darstellen. Das Forstamt Ebrach entwickelte sich unter seiner Leitung zu einem forstlich-naturschützerischen „Wallfahrtsort“. Als Anfang der 1980er-Jahre die Diskussion um das so genannte Waldsterben aufkam, war Sperber einer der ersten Warner. In den 1990er-Jahren konzentrierte sich Sperber dann auf die Themen Waldethik und globale Erwärmung. Als der WWF das Projekt „Klimazeugen“ ins Leben rief und dazu 2005 in Brüssel ein Gespräch initiierte, vertrat Sperber Deutschland. Als „Klimazeuge“ überreichte er dem EU-Umweltdirektor Jos Delbeke 1313 deutsche Unterstützer-Postkarten.

## Mitgliedschaften
- Von 1967 bis 1969: Vorsitzender des Landesverbands Bayern des Deutschen Falkenordens
- seit 1972: Mitglied Gruppe Ökologie
- 1988: Mitgründer des Ökologischen Jagdvereins Bayern e. V.[7]
- Arbeitskreis Forstgeschichte in Bayern

## Auszeichnungen
- 1968 Lorenz-Wappes-Preis
- 2011 Deutscher Naturschutzpreis[8]
- 2011 Ehrenmitglied des Ökologischen Jagdvereines Bayern e. V.[7]
- 2022 Professor-Niklas-Medaille des Bundesministeriums für Ernährung und Landwirtschaft gemeinsam mit den Mitgliedern der Zukunftskommission Landwirtschaft Myriam Rapior, Kathrin Muus und Peter Strohschneider[9]

## Schriften (Auswahl)
- Die Strobe im bayerischen Nordspessart, Dissertation, München 1962; Abdruck in dem (mit Hans Bibelriether) Buch Lärche und Strobe im Spessart, Hamburg und Berlin 1962
- Die Reichswälder bei Nürnberg. Aus der Geschichte des ältesten Kunstforstes, Mitteilungen aus der Staatsforstverwaltung Bayerns (Heft 37), München 1968
- mit Hans Bibelriether: Gehege im Nationalpark Bayerischer Wald, Grafenau 1971
- mit Georg Meister und Christian Schütze: Die Lage des Waldes. Ein Atlas der Bundesrepublik. Daten, Analysen, Konsequenzen, Hamburg 1984, ISBN 3-570-02141-6
- mit Stephan Thierfelder: 2. Auflage, München 2008, Urwälder Deutschlands. Nationalparks, Naturwaldreservate und andere Schutzgebiete, ISBN 978-3-8354-0399-4
- mit Thomas Stephan: Frankens Naturerbe. Buchenwälder im Steigerwald, Bamberg 2008 (ISBN 978-3-936897-62-3)
- 2005 (mit Stephan Thierfelder) Bildband Urwälder Deutschlands

Als Mitverfasser:
- Jagd-Lexikon, München 1984, ISBN 3-405-12947-8
- Waldökosysteme im globalen Klimawandel. Hintergründe und Handlungsbedarf, Bonn 1994, ISBN 3-87081-274-5
- Ökologische Waldwirtschaft. Grundlagen – Aspekte – Beispiele, Heidelberg 1994 (2. Auflage 1996, ISBN 3-7880-9888-0)
- Naturnahe Waldwirtschaft. Prozeßschutz oder biologische Nachhaltigkeit?, Holm 1997, ISBN 3-930720-31-0
- Die Sandbirke – die Birken. Fachtagung zum Baum des Jahres 2000. Berichte aus der Bayerischen Landesanstalt für Wald und Forstwirtschaft, Nr. 28. Freising 2000
- Forum Forstgeschichte. Ergebnisse des Arbeitskreises Forstgeschichte in Bayern 2000-2002, München 2003, ISBN 3-933506-22-0